# Irina Borowska Musil
Irina Borowska Musil (* 9. Januar 1931 in Buenos Aires; † 25. Februar 2020 in Wien) war eine Primaballerina des Ballet Russe de Monte Carlo und des London Festival Ballett.

## Leben und Kunst
Irina Borowska wurde 1931 in Buenos Aires, Argentinien, als Kind polnischer Auswanderer geboren. Sie erlernte Tanz am Teatro Colón bei dem Tänzer und Choreografen Michel Borovski (mit dem sie nicht verwandt war) und der bekannten Tanzlehrerin Esmee Bulnes. Nach ihrer Ausbildung tat sie sich mit anderen bekannten Künstlern der damaligen Zeit zusammen und trat dem Ballet Estable bei, als Teil der Generation, die 1945 das Corps de Ballet erneuerte.
Anschließend ging sie in die Vereinigten Staaten, wo sie als Primaballerina im Ballet Russe de Monte Carlo auftrat und zahlreiche Erfolge feierte. Dort war sie von 1954 bis 1960 in führender Position tätig. Sie stand in engem Kontakt mit Margot Fonteyn, Olga Ferri, Rudolf Nurejew und Karl Musil, einem Solotänzer der Wiener Oper und ihr späterer Ehemann.
Anschließend wechselte sie als Primaballerina zum London Festival Ballet und blieb dort zu ihrer Heirat 1966 mit Karl Musil, mit dem sie nach Wien, Österreich, umsiedelte. Das Paar bekam zwei Kinder: Christian Musil, der später ebenfalls Solotänzer wurde, und eine Tochter, Janina Hofbauer.
Borowska trat unter anderem an der Wiener Staatsoper und ab 1963 im ebenfalls traditionsreichen Theater an der Wien auf, wo sie unter anderem die Odette in Peter Tschaikowskis Oper „Schwanensee“ und die Sobeide in Michail Fokins „Scheherazade“ tanzte. Zu den Höhepunkten ihrer Karriere zählte 1954 die Hauptpartie in Léonide Massines „Sinfonischem Ballett“ und „Harold en Italie“ zur Musik von Hector Berlioz.

## Nach der Tanzkarriere
Nach Ende ihrer Karriere als Solotänzerin arbeitete Irina Borowska Musil als Tanzpädagogin an der Hochschule für Musik und Darstellende Kunst Wien. Eine ihrer bekannten Schülerinnen war Claudia Rohnefeld, die spätere Leiterin des Gloria-Theaters in Wien.
Am 6. August 1981 stürzte ein Flugzeug des Bundesheers (siehe Saab 105 – Zwischenfälle) auf das Wohnhaus der Familie Borowska-Musil, die in Grub im Wienerwald lebten. Das Paar und seine beiden Kinder erlitten dabei schwere Verbrennungen, doch sie überlebten das Unglück, während die beiden Piloten starben.
2013 starb Karl Musil, der nach seiner Tanzkarriere als Choreograf und Lehrer tätig gewesen war, im Alter von 73 Jahren. Irina Borowska selbst wurde 90 Jahre alt und starb am 25. Februar 2020.
Nach dem Absturz eines Jets des österreichischen Bundesheeres im August 1981 auf das Haus der Familie Musil im Wienerwald (siehe Saab 105 – Zwischenfälle) erlitt die gesamte Familie schwere, zum Teil lebensbedrohliche Verletzungen und Verbrennungen.